# Bucculatrix univoca
Bucculatrix univoca är en fjärilsart som beskrevs av Edward Meyrick 1918. Bucculatrix univoca ingår i släktet Bucculatrix och familjen kronmalar. Inga underarter finns listade i Catalogue of Life.